# Pristimantis miktos
Pristimantis miktos es una especie de anfibio anuro de la familia Craugastoridae.

## Distribución geográfica
Esta especie se encuentra entre los 195 y 300 m sobre el nivel del mar en:
- Ecuador en las provincias de Orellana y Pastaza;
- Perú en la región de Loreto.[2]

## Publicación original
- Ortego-Andrade & Venegas, 2014: A new synonym for Pristimantis luscombei (Duellman and Mendelson 1995) and the description of a new species of Pristimantis from the upper Amazon basin (Amphibia: Craugastoridae). Zootaxa, n.º 3895, p. 31–57[3]